# Equació parabòlica en derivades parcials
Una  equació parabòlica en derivades parcials  és una equació diferencial parcial de segon ordre del tipus
{\displaystyle Au_{xx}+2Bu_{xy}+Cu_{yy}+Du_{x}+Eu_{y}+F=0\quad }
en la qual la matriu {\displaystyle Z={\begin{bmatrix}A&B\\B&C\end{bmatrix}}} té un determinant igual a 0.
Alguns exemple d'equacions diferencials parcials parabòliques són l'equació de Schrödinger i l'equació de la calor.